# Nichtinghausen
Nichtinghausen ist ein Ortsteil der Gemeinde Eslohe im nordrhein-westfälischen Hochsauerlandkreis. Mitte 2023 hatte der Ort 45 Einwohner.

## Geographie
Die Ortschaft liegt etwa 2,5 km nordöstlich von Reiste im Naturpark Sauerland-Rothaargebirge. Nachbarorte sind Büenfeld, Erflinghausen, Herhagen und Reiste.
Durch den Ort führt die Bundesstraße 55. Die Dormecke mündet im Ort in die Henne.

## Geschichte

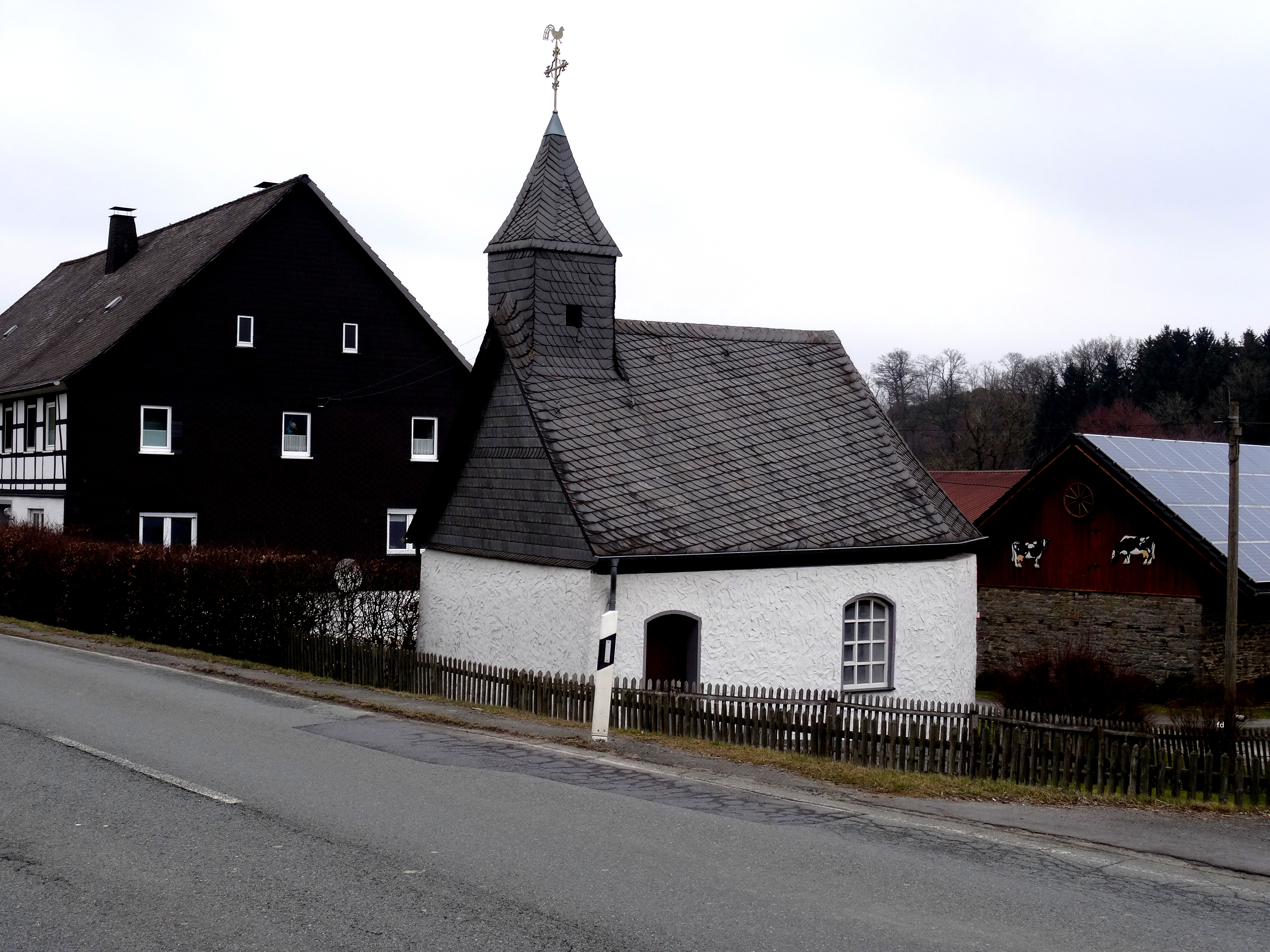
Kapelle St. Bernhard

Im 14. Jahrhundert gehörte die Hufe in Nichtinghausen, damals „Nyttenhusen“ bzw. „Nihtenhusen“, mit den Fronhöfen zum Bestand des Stiftes Meschede. Frühe Anhaltspunkte über die Größe des Ortes ergeben sich aus einem Schatzungsregister (dieses diente der Erhebung von Steuern) für das Jahr 1543. Demnach gab es in „Nichtenhaußen“ vier Schatzungspflichtige; die Zahl dürfte mit den damals vorhandenen Höfen bzw. Häusern übereingestimmt haben. Der Ort gehörte bis Ende 1974 zur eigenständigen Gemeinde Reiste im Amt Eslohe.
Seit dem 1. Januar 1975 ist Nichtinghausen ein Ortsteil der erweiterten Gemeinde Eslohe. Die denkmalgeschützte Kapelle St. Bernhard wurde am 11. Dezember 1985 in die Liste der Baudenkmäler in Eslohe eingetragen.